# Nikołaj Rutycz
Nikołaj Nikołajewicz Rutycz (Rutczenko), ros. Николай Николаевич Рутыч (Рутченко) (ur. 19 sierpnia 1916 w Kiszyniowie) – radziecki historyk i wykładowca akademicki, współpracownik SD podczas II wojny światowej, emigracyjny działacz polityczny, historyk, poeta, pisarz i publicysta
W 1939 ukończył historię na uniwersytecie państwowym w Leningradzie. Pracował w leningradzkiej bibliotece obwodowej. Następnie stanął na czele katedry historii ZSRR w leningradzkim instytucie pedagogicznym im. N. M. Pokrowskiego. W 1941 został zmobilizowany do Armii Czerwonej w stopniu podporucznika rezerwy. W sierpniu tego roku dostał się do niewoli niemieckiej. W 1942 wstąpił do Narodowo-Pracowniczego Związku Nowego Pokolenia (NTS). Wszedł w skład Rady NTS. Z ramienia Związku został wysłany do Kirowohradu, gdzie pracował w strukturach okupacyjnej administracji niemieckiej. Jednocześnie został współpracownikiem SD w Gatczynie. Według części źródeł pod pseudonimem Rubao sformował 120-osobowy oddział kolaboracyjny, który pacyfikował okoliczne wioski i miasteczka. Nikołaj N. Rutycz miał brać udział w przesłuchiwaniach i rozstrzeliwaniach partyzantów i osób z nimi związanych. W styczniu 1944 aresztowało go Gestapo. Osadzono go w obozach koncentracyjnych w Sachsenhausen, Flossenbürg, a następnie Dachau, skąd zbiegł pod koniec wojny. Po jej zakończeniu ukrywał się w obozie dla przesiedleńców (dipisów) pod Rzymem. W latach 1946–1966 był członkiem Rady NTS. Reprezentował prawe silnie antykomunistyczne skrzydło Związku. Pod koniec lat 40. zamieszkał w Paryżu, gdzie utworzył miejscowy oddział NTS. Następnie wyjechał do Frankfurtu nad Menem. Prowadził działalność agitacyjno-propagandową skierowaną do personelu sowieckich przedstawicielstw dyplomatycznych i handlowych. Powrócił do Paryża. W 1960 opublikował książkę pt. KPSS u własti, która uzyskała duży odzew na Zachodzie i uczyniła nazwisko Rutycz znanym nie tylko wśród rosyjskiej emigracji, ale też zachodnich środowiskach naukowych. Pisał artykuły do rosyjskiej prasy emigracyjnej. Stał się specjalistą od historii Rosji XX wieku, w tym szczególnie Białych podczas wojny domowej. W latach 60. pracował w Radiu Swoboda. Był członkiem Stowarzyszenia Odnowicieli Rosyjskiej Historii. Na pocz. lat 80. został redaktorem naczelnym pisma Grani. Opublikował w nim szereg historycznych dokumentów rosyjskich. W swoim domu utworzył prywatne archiwum materiałów dotyczących uczestników ruchu Białych. Pod koniec życia wydał książki: Wospominanija N. W. Sawicza, Zapiski gienierała P. S. Machrowa (w Biełoj armii gienierała Dienikina), Biograficzeskij sprawocznik wysszcych cziniow Dobrowolczeskoj armii i Woorużennych sił Juga Rossii (Matieriały k istorii Biełogo dwiżenija), Biełyj front gienierała Judienicza: Biografii czinow Siewiero-Zapadnoj armii i zbiór wierszy Dumskaja monarchija.